# ヌカカ
ヌカカ（糠蚊）は、ハエ目（双翅目）ヌカカ科 (Ceratopogonidae) に属する昆虫の総称。体長が1mmから3mmほど。世界に6000種類以上が棲息する。
一部の種は、メスが蚊と同様に吸血動物となる。脊椎動物から吸血するヌカカは世界で1300～1400種、日本に80～90種おり、それ以外の大半の種は他の昆虫を襲う。吸血性ヌカカの一部は牛など家畜の感染症を媒介するほか、ヒトに有害な感染症としてオロプーシェ熱が判明している。
地球温暖化とともに生息域拡大が懸念されているが、研究者は少なく、多くの種は飼育方法も確立されていない。

## 概要
和名のヌカカは、「糠粒のように小さな蚊」という意味から命名された。地域によってはイソヌカカ（磯糠蚊）やヌカガ（糠蛾）、鳥取県西部の弓ヶ浜半島では干拓事業が行なわれた後にわいたとされていることからカンタクムシ（干拓虫）と呼ばれている。まくなぎ（蠛蠓）、めまといもヌカカの一種で、夏の水辺などをひと塊になって飛んでいる。磯やキャンプ場などにもみられる。
小さな種は網戸をすり抜け人家に侵入することもある。また衣服の中へ這い入ることもある。
上から見た感じは黒ゴマの粒のように見え、よく観察すると薄く透明な翅に、黒い斑紋を装うものが多い。
蚊と異なり、刺咬された直後は刺された感触もほとんどないが、数時間後に痒みが始まり、翌日以降に腫れと強い痒みが起こり、小さな水ぶくれができることもある。完治まで1週間以上かかることもある。対処法としては、皮膚科医の診察を受けることである。医療機関では、炎症やアレルギー反応を抑える錠剤、痒みを抑える錠剤とプロピオン酸クロベタゾール軟膏を処方することが多い。
虫除けとしては、イカリジン（KBR3023）やジエチルトルアミド（ディート）を配した虫よけスプレーが有効といわれる。

## 長距離移動
下層ジェット気流がユーラシア大陸から日本列島へ流れる梅雨期に東シナ海上でウシヌカカが捕集されていることから、海を越えて日本に飛来している可能性が指摘されている。2020年6月には鳥取県米子市や鹿児島県奄美大島などでの被害の増加が報じられている。
国立研究開発法人農業・食品産業技術総合研究機構（農研機構）鹿児島研究拠点は、ヌカカの飛来を監視して、畜産関係者にワクチン接種を呼び掛けるなど注意喚起している。

## 病原体の媒介
ヒトに対してはオロプーシェ熱を引き起こす節足動物媒介性ウイルスであるオロプーシェウイルスの主要な媒介昆虫である。
また反芻動物に感染し、流産、早産、死産、先天異常を起こすアカバネウイルス、アイノウイルス、チュウザンウイルスなどの病原体を媒介する。
ニワトリヌカカは鶏のロイコチトゾーン病を媒介する。